# 廻旋扁蕾
廻旋扁蕾（学名：Gentianopsis contorta）为龙胆科扁蕾属下的一个种。

## 扩展阅读
- 維基物種上的相關：廻旋扁蕾